# Stanovice u Kuksu
Stanovice (deutsch Stangendorf) ist eine Gemeinde in Tschechien. Sie liegt fünf Kilometer südöstlich von Dvůr Králové nad Labem und gehört zum Okres Trutnov.

## Geographie

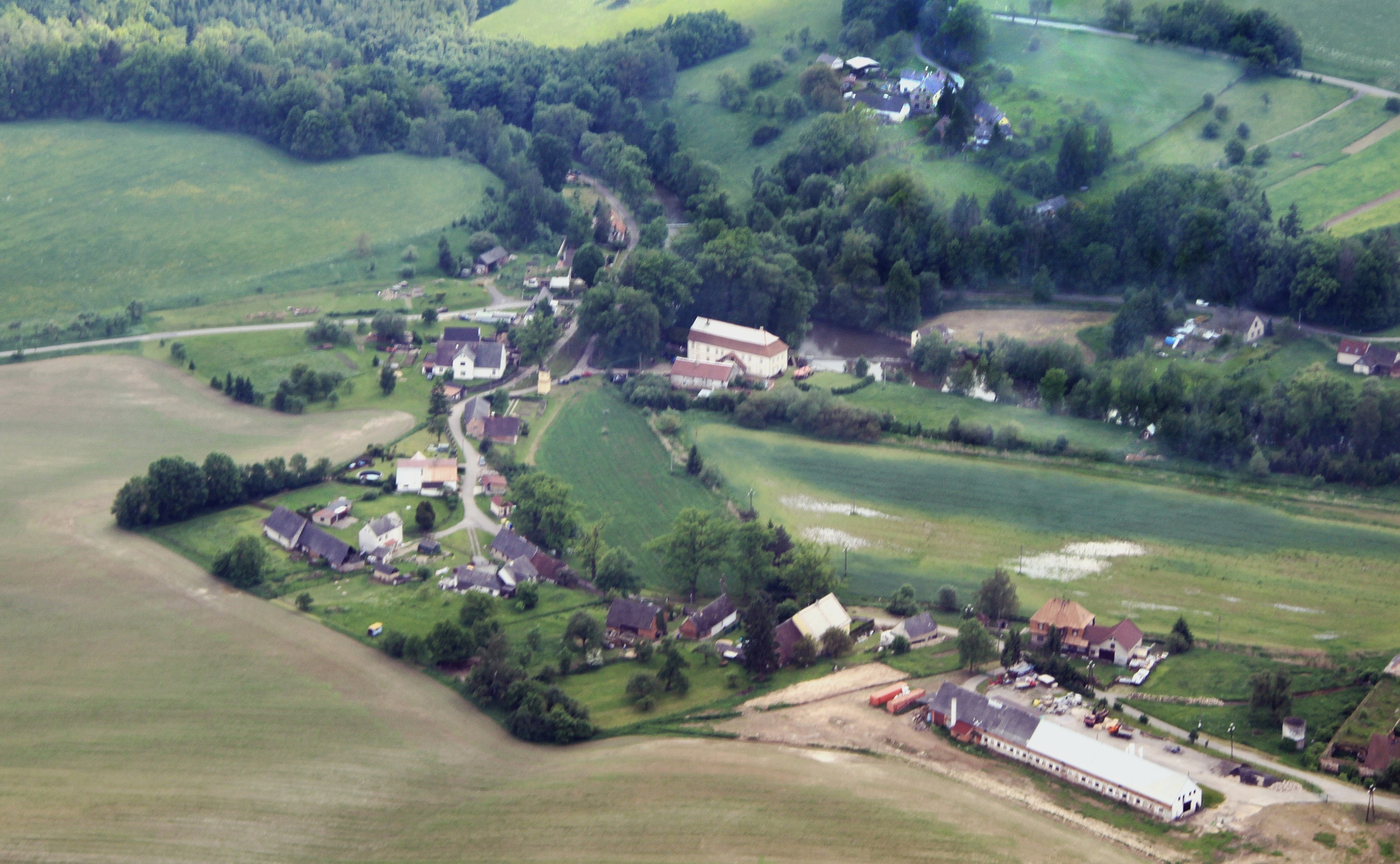
Luftbild

Der Ort befindet sich elbabwärts von Dvůr Králové nad Labem und der Einmündung des Baches Drahyně beiderseits des Flusses. Rechtselbisch verläuft die Eisenbahn von Jaroměř nach Stará Paka, deren nächste Stationen in Žireč und Kuks sind. Westlich des Dorfes im Wald Nový les befindet sich an einem Hügel die Naturgalerie Betlém.
Nachbarorte sind Rycholko und Choustníkovo Hradiště im Norden, Kuks im Osten, Slotov und Nový Kašov im Südosten, Hřibojedy im Südwesten, Žirecká Podstráň im Westen sowie Žireč im Nordwesten.

## Geschichte
Die erste urkundliche Erwähnung des Ortes Stanowicz stammt aus dem Jahre 1404. 1407 wurde Johann Trnecz de Stanowicz als Besitzer genannt. Nach dem Dreißigjährigen Kriege entstand die deutsche Bezeichnung Stangendorf.
Zwischen 1717 und 1732 schuf der Bildhauer Matthias Bernhard Braun im Neuwald für den Grafen Franz Anton von Sporck das Bethlehem. Durch Aushauung aus den Sandsteinfelsen oder Felsblöcken entstanden 26 figürliche Darstellungen. Nach Sporcks Tod im Jahre 1738 wurde die Naturgalerie im Zweiten Schlesischen Krieg beschädigt. Im Zuge der Bauarbeiten zur Festung Josefstadt wurde ab 1781 im Steinbruch des Neuwaldes Sandstein für die Festung gebrochen und beim Abtransport der Steine ein Großteil der Skulpturen beschädigt.
Der Betlém mit seinen heute noch erhaltenen zehn Plastiken ist seit 2002 ein Nationales Kulturdenkmal.

## Gemeindegliederung
Für die Gemeinde Stanovice sind keine Ortsteile ausgewiesen.

## Sehenswürdigkeiten
- Betlém, geschaffen von Matthias Bernhard Braun
- Kapelle der Heiligen Dreifaltigkeit an der Elbbrücke, mit Bildhauerarbeiten von Matthias Bernhard Braun aus dem Jahre 1720
- Sporck-Mühle an der Elbe
- Steinkreuz, errichtet 1914 von J. und A. Leitzke für deren Sohn Franz
- Statuette des Hl. Antonius, gegenüber dem Steinkreuz